# Abbe (Mouanko)
Pour les articles homonymes, voir Abbe.
Abbe est un village de la commune de Mouanko; dans le département de la Sanaga-Maritime et la région du Littoral au Cameroun. On y accède par la Sanaga et la rivière Kwa-Kwa.

## Population
En 1967, Abbe comptait 181 habitants, principalement Bakoko.
Lors du recensement de 2005, 830 personnes ont été dénombrées dans le village.